# Três Marias (gemeente)
Três Marias is een gemeente en stad in Brazilië, gelegen in het noordwesten van de deelstaat Minas Gerais. De plaats heeft ca. 28.000 inwoners (2009).

## Ontstaan
De gemeente ontstond uit het gehucht 'Bareiro Grande', dat dienstdeed als leverancier van diensten in verband met de constructie van de toen nog komende stuwdam in de São Francisco in 1961. Dit gebied werd hernoemd tot 'Três Marias' na een door de inwoners ondertekende verklaring. Volgens een legende deed de naam eer aan de drie dochters van een landheer van de regio, namelijk Maria das Dores, Maria Geralda en Maria Francesca. Volgens sommige bronnen waren zij zelfs een drieling. Zij verdronken in de São Francisco. In 1962 werd Três Marias afgesplitst van de gemeente Corinto.

## Stad en omgeving
Três Marias is een rustig stadje aan de oever van de São Francisco. Het is omgeven door de zuivere wateren van het grote meer dat de naam draagt van het stadje. Três Marias kent veel ruraal en ecotoerisme.
Er zijn vele bronnen, kreken en watervallen. Het stadje profiteert ook van de nabijheid van de Paraopeba en de São Francisco.

## Economie
Toerisme en industrie zijn een belangrijke bron van inkomsten. Três Marias is rijk aan natuurlijk en cultureel erfgoed.
In de stad zelf produceert men katoen, granen, bonen, rund- en varkensproducten. In de industriële sector produceert men energie en zink.

## Demografie
Het geschatte bevolkingsaantal in 2004 was 24.681 inwoners. In 2008 veranderde dat aantal naar ongeveer 30.206 inwoners. De groei komt onder andere door de uitvoering van publieke werken. In de toekomst voorziet men een universiteit, wat ook een stimulans zal zijn voor Três Marias. De afwezigheid van een universiteit belemmert het hoger onderwijs langs de Sao Francisco.
Het bestuur van de stad zetelt 585 m boven zeeniveau.

## Het stuwmeer Três Marias en omgeving
Het meer van Três Marias ontstond door het opwerpen van een van de grootste aarden dammen ter wereld: de 'stuwdam Três Marias'. Het stuwmeer heeft een wateroppervlak van 1040 km², en een opslagcapaciteit van 21 miljard m³ water, gelijkwaardig aan het volume van de baai van Guanabara.
Onder normale omstandigheden is het water rustig en schoon, met een temperatuur rond de 20 °C, goed voor de visserij en de watersport. 
De fauna is vertegenwoordigd door ongeveer 45 vissoorten, zoals tucunaris, trairas, pacus, surubis, mandis, piabas en dourados.
Onder de bosdieren vindt men ema's, rekels, tatus (gordeldier), vossen, capibaras (grootste knaagdieren ter wereld), wolven, tamanuas (miereneters), patrijzen, papegaaien, ara's, parkieten, toekans en andere.

## De hydro-elektrische centrale
Geopend in 1962 door Cemig, wordt de hydro-elektrische centrale van Três Marias van groot belang geacht voor Brazilië. Haar geïnstalleerd vermogen van 396 MW levert 80% van de energie op die gebruikt wordt in het noordelijke gedeelte van Minas Gerais. Door de constructie van de stuwdam is de Sao Francisco gedurende het gehele jaar door bevaarbaar geworden, wat belangrijke positieve gevolgen heeft gehad voor de economie van Oost-Brazilië. 
Het grote stuwmeer heeft een ongelimiteerd potentieel voor de watersport en de visserij.

## Verkeer en vervoer
De plaats ligt aan de radiale snelweg BR-040 tussen Brasilia en Rio de Janeiro. Daarnaast ligt ze aan de weg MG-220.